# 컨솔리데이티드 크레디트 유니온 플레이스
컨솔리데이티드 크레디트 유니온 플레이스(Consolidated Credit Union Place)은 캐나다 프린스에드워드아일랜드주 서머사이드에 위치한 실내 경기장이다. 과거 NBL 캐나다 서머사이드 스톰의 홈경기장으로 사용했다.